# Krasińscy (gałąź litewska)
Krasińscy (gałąź litewska) – rodzina szlachecka używająca herbu Ślepowron i utożsamiana z Krasińskimi z Krasnego.
Tomasz, syn Stanisława, stolnik ciechanowski i starosta homelski oraz propojski był żonaty z Heleną Grocholską i miał syna Mikołaja. Ów Mikołaj (zm. ok. 1753), także starosta homelski oraz propojski (1720) był żonaty z Zofią Sienicką. Ich synem był Jan, któremu Mikołaj odstąpił Chodory. Córką Mikołaja była Aleksandra, która w 1733 poślubiła Ludwika Szrettera. Jan żonaty był z kolei z Elżbietą Szretterówną i miał z nią: Jana i Macieja, którzy w 1789 sprzedali Chodory Malczewskiemu. Jan żonaty z Elżbietą Sokołowską zostawił po sobie syna Ignacego (ur. 1791 w Wilnie), który, poślubiwszy Marcjannę Obelównę, miał z nią syna Piotra Ludwika Alojzego (ur. 1826). Maciej (ur. 1769) z pierwszą żoną Ewą Rączówną miał córki: Karolinę (ur. 1792) i Lucynę (ur. 1794) oraz syna Ignacego Patrycego (ur. 1797). Z drugą zaś żoną Ewą Dybowską miał syna Antoniego (ur. 1797). Ignacy Patrycy (syn Macieja) żonaty był z Petronellą Dackiewiczówną. Ich synem był Ambroży (ur. 1840). Antoni (syn Macieja) miał z kolei z Agatą syna Piotra (ur. 1823), którego żoną była Anna Dmitrowska. Ich synowie to: Władysław Piotr (ur. 1848) i Aleksander Michał (ur. 1854).
Być może z litewskiej gałęzi Krasińskich wywodzili się: Tomasz, cześnik mścisławski (1683), Gabriel, Bogusław, starosta nowosiołkowski (1753), Jan (wzmiankowany 1767), Tomasz (wspomniany tegoż roku jako starościc homelski). Ostatni z nich to być może ten sam Tomasz, który w 1768 otrzymał w dożywocie Kamienne, Bratkowice i Weleśnicę w ziemi halickiej.